# 리셴녠
리셴녠(李先念(중국어: 李先念, 병음: Lǐ Xiānniàn, 1909년 6월 23일~1992년 6월 21일)은 중화인민공화국의 군인 겸 정치인이다. 1968년부터 1983년까지 15년간 지속된 중화인민공화국 대륙 본토 과도정부 시대가 종식된 이후에 1983년부터 1988년까지 중화인민공화국 국가주석을 지냈다.
그는 아직 현역 중공 인민해방군 육군 대좌 시절이던 1950년부터 1954년까지 중공 후베이 성 인민회의 의장 직책에 있었으며 해당 직책 재직중이던 1952년 2월 29일을 기하여 예비역 중공 지상군 대좌 예편하였다.
1983년부터 1988년까지 중화인민공화국 국가주석이었으며, 한때 1984년 1월 25일부터 1984년 2월 29일까지 당시 중화인민공화국 국가부주석 우란푸(烏蘭夫)가 잠시 중화인민공화국 국가주석 권한대행을 두 달 간 겸직하였으나, 모든 전적으로써 실질적인 국정 관련 실권은 모두 덩샤오핑(鄧小平)에게 있었다. 아명(兒名)은 리취안야(李全伢, 이전아)인데 자라면서 1911년경에 리셴녠(李先念)으로 개명했다.

## 생애

### 초기 경력
당시 청 시대 말기의 후베이성 훙안 현에서 태어난 리셴녠은 1927년 공산당에 입당하였고, 장정이 일어나는 동안에 홍군을 위한 소비에트 인민해방군 육군 대위와 인민 위원을 지냈다.

### 마오쩌둥주의 정치인
1949년 8월 당시의 국공 내전 사태에서도 공산당이 승리를 거둔 후 리셴녠은 1949년부터 1954년까지 후베이 성의 당서기로 임명 조처되었고, 후베이 성 군사 주둔지의 사령관 직무대리와 인민 위원을 지냈다. 1950년 그는 후베이 성 인민 정부의 첫 의장으로 임명되었다. 후베이 성에서 일하는 동안에 리셴녠은 우한의 당서기와 중국의 남중부를 위한 중화인민공화국 군사 위원회의 부의장으로 임명되었다.
1954년 리셴녠은 재무장관으로 임명되었다. 그는 그해부터 1980년까지 전체 기간을 위하여 부총리이기도 하였다. 문화대혁명이 일어나는 동안에 재무장관으로서 자신의 직업을 잃음에 불구하고 그는 저우언라이의 보호를 즐기고 그 전체의 소란스러운 시기를 통하여 총리와 지내는 데 단 하나의 민간인 공무원이었다. 1976년 리셴녠은 사인방을 구제하는 데 수단이 되는 역할을 하였다. 사인방의 소멸 후에 그는 중국 공산당 부의장과 중앙 군사 위원회의 일원으로 임명되었다.

### 마오쩌둥 이후의 정치인과 주석
마오쩌둥의 사망 후 화궈펑이 지도자로 올라올 때 리셴녠은 화궈펑의 주요 경제 조언자가 되었다. 만약 화궈펑이 최고의 권력을 이루는 데 자신의 노력들에 성공했다면 리셴녠은 중화인민공화국에서 가장 권력적 공무원들 중의 하나가 될 수 있었으나 그의 정치적 경력은 덩샤오핑이 최고지도자로서 화궈펑을 능가할 때 교묘한 구실로 지연시켜졌다. 자신의 경력 나머지 동안에 리셴녠은 자신의 소유 성과들이 1980년대 동안에 중화인민공화국에서 진보적인 경험의 기초로서 화궈펑의 공백 기간에 충분히 인정되지 않았다고 불평하였다. 그는 덩샤오핑의 개혁을 후원하고 권력에 오르는 도움을 주었다.
리셴녠은 보수적인 중앙 계획과 사회정치적 일치에 견고하게 믿어 덩샤오핑의 더 많은 근본적 개혁 아이디어들을 싫어하였다. 그는 중공업과 에너지 생산에 기초를 둔 소련식의 경제를 건설하는 데 시도한 1978년의 오래 못간 10년 계획을 기안하기 위한 큰 책임에 있었다. 덩샤오핑은 빠르게 그 아이디어를 종결시키고 경공업과 소비자 물건을 개발하는 데 허락에 관련된 자신의 느린 제언을 설립하였다. 그는 또한 자신의 아이디어들을 따른 젊은 남성들에게 정부의 지위들을 지정하기도 하였다. 이들 중의 하나가 서영의 아이디어들을 수입하고 계획된 경제로부터 옮기는 데 너무 기꺼이 한 것으로 리셴녠이 강하게 반대한 자오쯔양 총리였다.

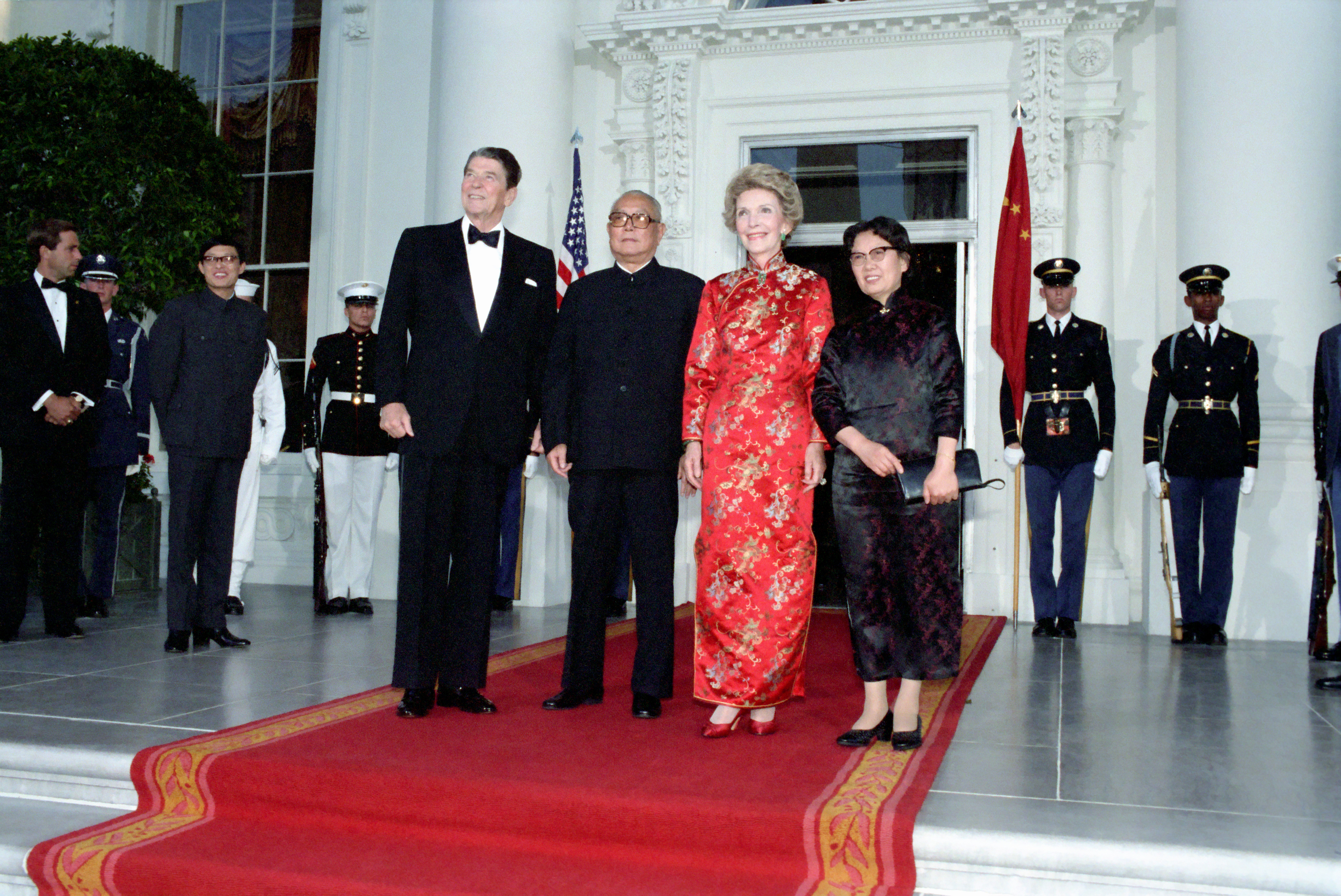
백악관에서 레이건 부부와 함께 한 리셴녠과 부인 린자메이

1983년 새 헌법이 통과된 후 리셴녠은 74세의 나이로 주석에 임명되었다. 1982년 헌법에 의하면 주석의 역할은 크게 의식적이었으나 리셴녠의 역할을 연장의 당원과 중국공산당 중앙정치국 상무위원회의 일원으로서 인정하였다. 1984년 후반에 중화인민공화국을 방문한 로널드 레이건 미국 대통령을 만나 타이완 문제를 논의하였다. 1985년 7월 미국을 방문하여 중화인민공화국의 수뇌로서 첫 방문이었다.
10년간 진행되면서 항상 사무실에서 종신 보유의 상대로 지낸 덩샤오핑은 차차 은퇴하기 시작하였다. 리셴녠은 1988년 주석에서 물러나고 양상쿤이 그의 뒤를 이었다. 그는 그러고나서 중국인민정치협상회의 주석으로 임명되었다. 그는 장쩌민이 권력에 오르는 데 강하게 후원하였다. 1989년 톈안먼 사건이 일어나는 동안에 데모자들에게 강한 책임을 위하여 밀고 나간 강경 노선 연장 당원들 중의 나하였으며 항의들을 진압하는 데 군사를 이용하는 리펑 총리의 욕망을 성원하였다. 리셴녠은 1992년 죽을 때까지 정부에서 지속적으로 근무하였다.

## 가족 관계
리셴녠은 4명의 자식들을 두었다. 2명의 딸들은 의사이고 외동아들은 중국 인민해방군의 장군이다. 그의 막내딸 리샤오린은 중국인민대외우호협회의 회장이다. 그녀는 미국 주재 중화인민공화국 대사관에서 2년 동안 서기로 지낸 것을 제외하고 그 기구와 함께 자신의 전체 경력을 보냈다. 그녀는 중국인민정치협상회의 국립 위원회의 일원이다.

## 사망
리셴녠은 자신의 83세 생일을 이틀 앞둔 체 1992년 6월 21일 사망하였다. 6월 27일 장례식이 치루어진 후 그는 화장되었다.

## 같이 보기
- 덩샤오핑
- 쑹칭링
- 천안문 사태

| 전임 덩샤오핑 (대행) | 제3대 중화인민공화국 주석 1983년 6월 18일 ~ 1988년 4월 8일 | 후임 양상쿤 |

| 전임 장춘차오 | 중화인민공화국 국무원 상무부총리 1976년 9월 13일 ~ 1977년 1월 8일 | 후임 덩샤오핑 |

| 전임 덩잉차오 | 중국인민정치협상회의 의장 1988년 4월 23일 ~ 1992년 3월 5일 | 후임 리루이환 |